# Liste des intercommunalités de la Marne

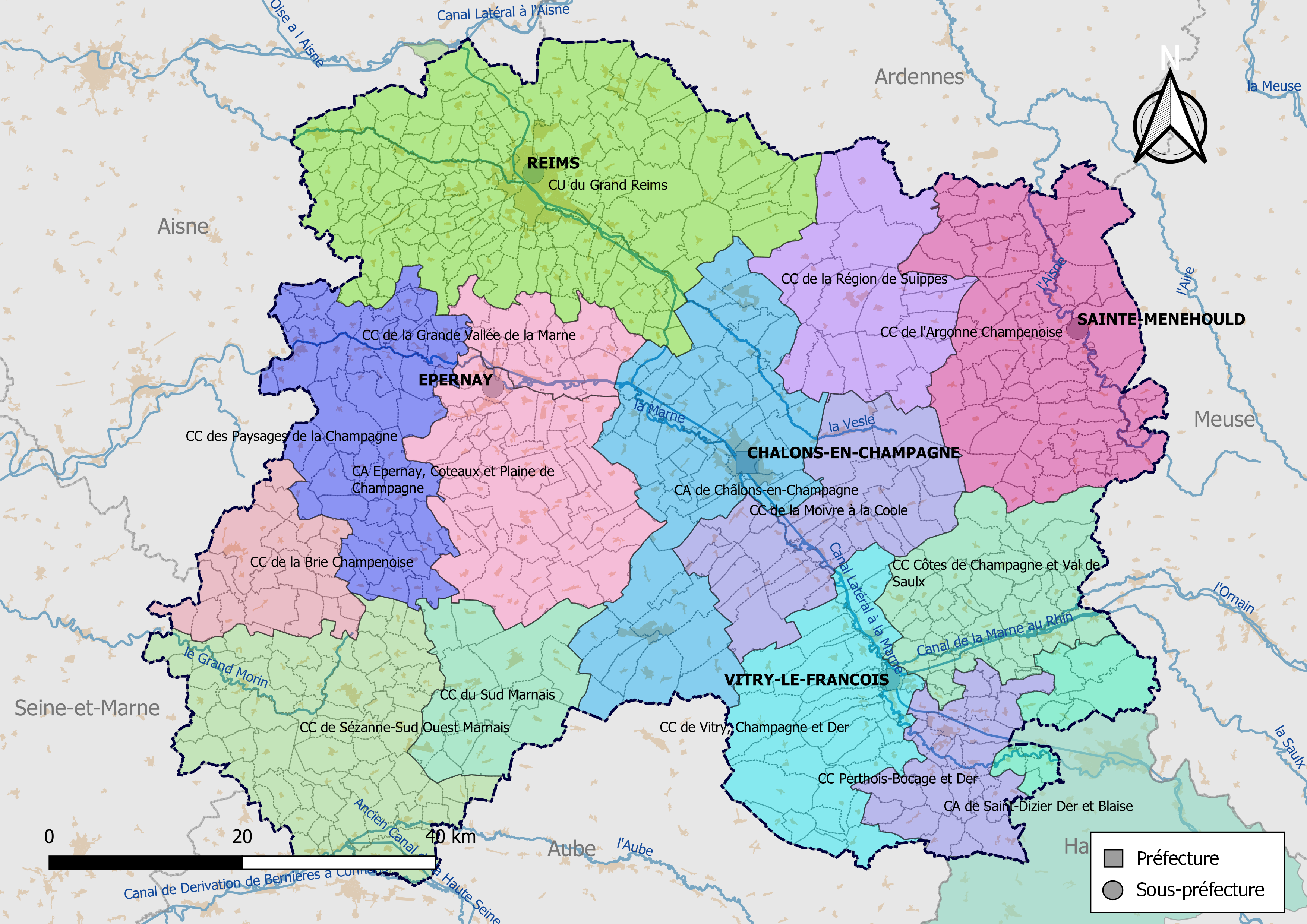
Carte des EPCI de la Marne au 1er janvier 2019.

Depuis le 1er janvier 2017, le département de la Marne compte 14 établissements publics de coopération intercommunale à fiscalité propre dont le siège est dans le département (une communauté urbaine, 2 communautés d'agglomération et 11 communautés de communes). Par ailleurs 10 communes sont groupées dans une intercommunalité dont le siège est situé hors département.

## Intercommunalités à fiscalité propre
| Forme juridique                                           | Nom                                        | no SIREN  | Date de création | Nombre de communes      | Population (der. pop. légale) | Superficie (km2) | Densité (hab./km2) | Siège                                         | Président           |
| --------------------------------------------------------- | ------------------------------------------ | --------- | ---------------- | ----------------------- | ----------------------------- | ---------------- | ------------------ | --------------------------------------------- | ------------------- |
| Communauté urbaine                                        | Grand Reims                                | 200067213 | 1er janvier 2017 | 143                     | 297 068 (2021)                | 1 432,40         | 207                | Reims                                         | Arnaud Robinet      |
| Communauté d'agglomération                                | CA de Châlons-en-Champagne                 | 200066876 | 1er janvier 2017 | 46                      | 78 998 (2021)                 | 810,40           | 98                 | Châlons-en-Champagne                          | Jacques Jesson      |
| Communauté d'agglomération                                | CA Épernay, Coteaux et Plaine de Champagne | 200067684 | 1er janvier 2017 | 47                      | 46 920 (2021)                 | 586,90           | 80                 | Épernay                                       | Franck Leroy        |
| Communauté de communes                                    | CC de Vitry, Champagne et Der              | 200034718 | 1er janvier 2013 | 35                      | 23 585 (2021)                 | 514,90           | 46                 | Vitry-le-François                             | Jean-Pierre Bouquet |
| Communauté de communes                                    | CC de Sézanne-Sud Ouest Marnais            | 200066835 | 1er janvier 2017 | 62                      | 21 079 (2021)                 | 762,0            | 28                 | Anglure                                       | Cyril Laurent       |
| Communauté de communes                                    | CC des Paysages de la Champagne            | 200066850 | 1er janvier 2017 | 51                      | 20 818 (2021)                 | 581,50           | 36                 | Dormans                                       | Régis Coutant       |
| Communauté de communes                                    | CC de la Grande Vallée de la Marne         | 245100615 | 16 décembre 1992 | 14                      | 14 276 (2021)                 | 182,80           | 78                 | Aÿ-Champagne                                  | Dominique Lévêque   |
| Communauté de communes                                    | CC de l'Argonne Champenoise                | 200042703 | 1er janvier 2014 | 60                      | 11 755 (2021)                 | 831,40           | 14                 | Sainte-Menehould                              | Bertrand Courot     |
| Communauté de communes                                    | CC Côtes de Champagne et Val de Saulx      | 200067379 | 1er janvier 2017 | 40                      | 11 433 (2021)                 | 450,70           | 25                 | Vanault-les-Dames                             | Pascal Tramontana   |
| Communauté de communes                                    | CC de la Moivre à la Coole                 | 200043438 | 1er janvier 2014 | 28                      | 9 414 (2021)                  | 491,10           | 19                 | Saint-Germain-la-Ville                        | Julien Valentin     |
| Communauté de communes                                    | CC de la Région de Suippes                 | 200042620 | 1er janvier 2014 | 16                      | 7 756 (2021)                  | 479,50           | 16                 | Suippes                                       | François Mainsant   |
| Communauté de communes                                    | CC de la Brie Champenoise                  | 245100888 | 30 décembre 1996 | 20                      | 7 554 (2021)                  | 290,0            | 26                 | Montmirail                                    | Étienne Dhuicq      |
| Communauté de communes                                    | CC du Sud Marnais                          | 245100979 | 30 décembre 1998 | 14                      | 5 818 (2021)                  | 319,10           | 18                 | Fère-Champenoise                              | Bernard Poirel      |
| Communauté de communes                                    | CC Perthois-Bocage et Der                  | 200042992 | 1er janvier 2014 | 25                      | 5 574 (2021)                  | 287,50           | 19                 | Saint-Remy-en-Bouzemont-Saint-Genest-et-Isson | Pascale Chevallot   |
| Intercommunalité dont le siège est situé hors département |                                            |           |                  |                         |                               |                  |                    |                                               |                     |
| Communauté d'agglomération                                | CA de Saint-Dizier Der et Blaise           | 200068666 | 1er janvier 2017 | 60 (dont 10 dans le 51) | 56 086 (2021)                 | 929,70           | 60                 | Saint-Dizier (52)                             | Quentin Brière      |

### Historique du découpage intercommunal
Avec la réforme des collectivités territoriales, on assiste à une diminution sensible du nombre de communautés de communes dans la Marne :

#### En 2010
La communauté de communes de la Côte des Noirs a disparu en 2010 à la suite du départ de plusieurs communes pour la communauté de communes de la Grande Vallée de la Marne.

#### En 2013
- Dans le cadre de la création de la Communauté d'agglomération de Reims Métropole :
  - la communauté de communes de Taissy a été intégrée dans Reims-Métropole ;
  - la Communauté de communes du Mont de Berru a été supprimée le 1er janvier 2013, sa commune principale ayant rejoint Reims Métropole, et les autres la Communauté de communes de Beine-Bourgogne.

- Fusion le 1er janvier 2013 de :
  - la Communauté de communes du Mont Morêt ;
  - la Communauté de communes des Quatre Vallées (Marne) ;
  - la communauté de communes de Vitry le François ;
  - auxquelles se rajoutent les communes de Couvrot et de Margerie-Hancourt ;

afin de créer la communauté de communes Vitry, Champagne et Der,.
Le 1er janvier 2013, la Communauté de communes de Saint-Dizier, Der et Perthois devient la Communauté de communes Saint-Dizier, Der et Blaise en intégrant 30 nouvelles communes.
Le 31 décembre 2013, la Communauté de communes des Trois Coteaux est dissoute, ses communes ayant été rattachées à la communauté de communes Épernay Pays de Champagne, à l'exception de Moslins, qui adhère à celle de la région de Vertus.

#### En 2014

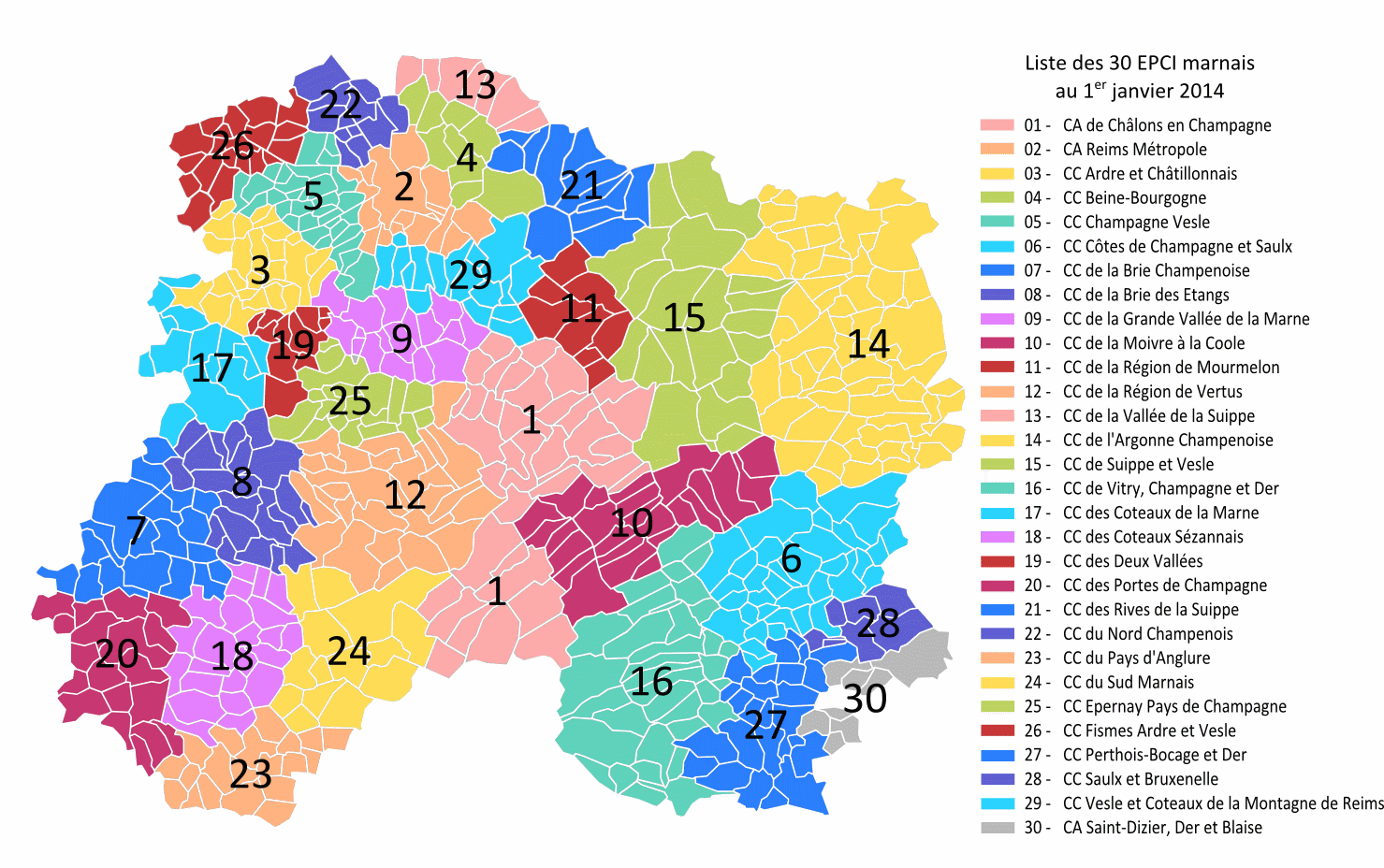
Carte des intercommunalités de la Marne en 2014.

Dans le cadre de la mise en œuvre du schéma départemental de coopération intercommunale de la Marne, plusieurs intercommunalités ont disparu par fusion au 1er janvier 2014 :
| Anciennes communautés | Nouvelle communauté                                                   |
| --- | --------------------------------------------------------------------- |
| communauté de communes de l'Europort communauté de communes de Jâlons communauté de communes de la Région de Condé-sur-Marne Communauté d'agglomération de Châlons-en-Champagne                                                                     | Communauté d'agglomération de Châlons-en-Champagne Cités-en-Champagne |
| Communauté de communes du Canton de Ville-sur-Tourbe Communauté de communes de la Région de Givry en Argonne Communauté de communes de la Région de Sainte-Menehould + Communes isolées de Cernay-en-Dormois, Les Charmontois, Herpont et Voilemont | Communauté de communes de l'Argonne Champenoise.                      |
| Communauté de communes du Châtillonnais Communauté de communes Ardre et Tardenois | Communauté de communes Ardre et Châtillonnais,                        |
| Communauté de communes de la Colline, Communauté de communes des Deux Coteaux, Communauté de communes du Massif Communauté de communes de la Petite Montagne                                                                                        | Communauté de communes du Nord Champenois                             |
| Communauté de communes de la Vallée de la Coole, Communauté de communes de la Guenelle, Communauté de communes du Mont de Noix communauté de communes de la Vallée de la Craie                                                                      | Communauté de communes de la Moivre à la Coole                        |
| Communauté de communes Ardre et Vesle communauté de communes des Deux Vallées du Canton de Fismes | Communauté de communes Fismes Ardre et Vesle                          |
| Communauté de communes de Saint-Amand-sur-Fion, Communauté de communes des Côtes de Champagne, Communauté de communes des Trois Rivières Communauté de communes de Champagne et Saulx et la commune isolée de Merlaut                               | Communauté de communes Côtes de Champagne et Saulx                    |
| Communauté de communes des Forêts et Coteaux de la Grande Montagne Communauté de communes des Rives de Prosne et Vesle (sauf Prosnes) Communauté de communes Vesle-Montagne de Reims et la commune isolée de Villers-Marmery                        | Communauté de communes Vesle et Coteaux de la Montagne de Reims       |
| Communauté de communes Marne et Orconte Communauté de communes du Perthois Communauté de communes du Bocage champenois Ainsi que Favresse (ex-CC Val de Bruxenelle) et Gigny-Bussy                                                                  | Communauté de communes Perthois-Bocage et Der                         |
| Communauté de communes de la Région de Suippes Communauté de communes des Sources de la Vesle | Communauté de communes de Suippe et Vesle                             |

La Communauté de communes Saint-Dizier, Der et Blaise se transforme en communauté d'agglomération sous le nom de Communauté d'agglomération Saint-Dizier, Der et Blaise.
La communauté de communes de Val de Bruxenelle est supprimée le 1er janvier 2014, ses communes ayant été réparties, le 1er janvier 2013 ou le 1er janvier 2014, entre la CA Saint-Dizier, Der et Blaise et les communautés de communes Perthois-Bocage et Der et Saulx et Bruxenelle.

#### En 2017
Conformément au schéma départemental de coopération intercommunale arrêté par le préfet de la Marne le 30 mars 2016, les évolutions suivantes ont lieu au 1er janvier 2017 :
- création de la communauté urbaine du Grand Reims par fusion de Reims Métropole, de la communauté de communes Champagne Vesle, de la communauté de communes Fismes Ardre et Vesle, de la communauté de communes du Nord Champenois, de la communauté de communes de Beine-Bourgogne, de la communauté de communes de la Vallée de la Suippe, de la communauté de communes des Rives de la Suippe et de la communauté de communes Vesle et Coteaux de la Montagne de Reims, étendue à 18 communes issues de la communauté de communes Ardre et Châtillonnais (Anthenay, Aougny, Bligny, Brouillet, Chambrecy, Chaumuzy, Cuisles, Jonquery, Lagery, Lhéry, Marfaux, Olizy, Poilly, Pourcy, Romigny, Sarcy, Tramery et Ville-en-Tardenois) ;
- création de la communauté d'agglomération Épernay, Coteaux et Plaine de Champagne par fusion de la communauté de communes Épernay Pays de Champagne et de la communauté de communes de la Région de Vertus ;
- extension de la communauté de communes de la Moivre à la Coole aux communes de Courtisols, Poix et Somme-Vesle (issues de la communauté de communes de Suippe et Vesle) ;
- création de la communauté de communes des Paysages de la Champagne par fusion de la communauté de communes des Coteaux de la Marne, de la communauté de communes des Deux Vallées et de la communauté de communes de la Brie des Étangs, étendue à 8 communes issues de la communauté de communes Ardre et Châtillonnais (Baslieux-sous-Châtillon, Belval-sous-Châtillon, Champlat-et-Boujacourt, Châtillon-sur-Marne, Cuchery, La Neuville-aux-Larris, Passy-Grigny et Vandières) ;
- création de la communauté de communes de Sézanne-Sud Ouest Marnais par fusion de la communauté de communes des Coteaux Sézannais, de la communauté de communes des Portes de Champagne et de la communauté de communes du Pays d'Anglure ;
- création de la communauté de communes Côtes de Champagne et Val de Saulx par fusion de la communauté de communes Côtes de Champagne et Saulx et de la communauté de communes Saulx et Bruxenelle (hormis Cheminon et Maurupt-le-Montois) ;
- extension de la communauté d'agglomération Saint-Dizier, Der et Blaise à la communauté de communes de la vallée de la Marne, à la communauté de communes du Pays du Der et aux communes de Cheminon et Maurupt-le-Montois (issues de la communauté de communes Saulx et Bruxenelle) ;
- extension de la communauté d'agglomération de Châlons-en-Champagne à la communauté de communes de la Région de Mourmelon, non prévue au SDCI arrêté en mars 2016 et réalisée par arrêté du 21 septembre 2016[35].
- Les communes de Courtisols, Poix et Somme-Vesle (qui constituaient l'ancienne communauté de communes des Sources de la Vesle) quittent la communauté de communes de Suippe et Vesle pour rejoindre la communauté de communes de la Moivre à la Coole[36]. La communauté de communes de Suippe et Vesle reprend son nom historique de communauté de communes de la Région de Suippes

### 2020
La commune de Margny quitte la communauté de communes des Paysages de la Champagne pour rejoindre la Communauté de communes de la Brie Champenoise.